# El Cardal Airport
El Cardal Airport är en flygplats i Chile.   Den ligger i provinsen Provincia del Ranco och regionen Región de Los Ríos, i den södra delen av landet, 800 km söder om huvudstaden Santiago de Chile. El Cardal Airport ligger 156 meter över havet.
Terrängen runt El Cardal Airport är platt, och sluttar brant västerut. Runt El Cardal Airport är det glesbefolkat, med 20 invånare per kvadratkilometer.. Närmaste större samhälle är Crucero, 10,1 km nordväst om El Cardal Airport.
Trakten runt El Cardal Airport består i huvudsak av gräsmarker.